# Chiesa di San Giorgio Martire (Albairate)
La chiesa di San Giorgio Martire, o anche solo chiesa di San Giorgio, è la parrocchiale di Albairate, in città metropolitana ed arcidiocesi di Milano; fa parte del decanato di Abbiategrasso.

## Storia
La prima citazione di una cappella in paese risale al Basso Medioevo ed è contenuta nel Liber Notitiae Sanctorum Mediolani, in cui si legge che era filiale della pieve di San Vittore di Corbetta, come confermato pure dalla Notitia cleri del 1398 e dal Liber seminarii mediolanensis del 1564.
Nel XVI secolo l'arcivescovo di Milano Carlo Borromeo, avendo riscontrato le pessime condizioni dell'edificio, ne ordinò la ricostruzione: i lavori, iniziative nel 1583, furono ultimati nel 1586.
Dalla relazione della visita pastorale del 1760 dell'arcivescovo Giuseppe Pozzobonelli s'apprende che il numero dei fedeli era pari a 1154, che la parrocchiale di San Giorgio Martire, in cui avevano sede le confraternite della Dottrina Cristiana, del Santissimo Rosario, della Santa Croce e del Santissimo Sacramento, aveva come filiali gli oratori di Santa Maria della Neve, della Beata Vergine Maria e San Bernardo, di San Giovanni Decollato, di San Carlo in località Ravello, di Santa Caterina in contrada Marcatutto, di Santa Teresa a Riazzolo e dei Santi Faustino e Giovita in località Faustina.
Nel 1897 l'arcivescovo Andrea Carlo Ferrari, durante la sua visita, annotò che i fedeli ammontavano a 1500 e che nella parrocchiale, da cui dipendevano sette oratori, aveva sede la confraternita del Santissimo Sacramento.
Nel 1933 l'allora parroco Benedetto Bonati iniziò i piani per la riedificazione dalle fondamenta della chiesa e l'incarico di redigerne il progetto venne affidato all'architetto Giovanni Maggi; la cerimonia di posa della prima pietra si tenne il 23 aprile 1937 alla presenza dell'arcivescovo Alfredo Ildefonso Schuster e nell'anno successivo la costruzione fu ultimata.
Tra il 1941 e il 1946 si procedette alla realizzazione degli allestimenti interni, gli altari, il battistero e le decorazioni, eseguite dal pittore Antonio Marinotti.
In epoca postconciliare si provvide ad adeguare la parrocchiale secondo le nuove usanze mediante l'aggiunta dell'ambone e dell'altare rivolto verso l'assemblea.
Tra il 1971 e il 1972, in occasione della riorganizzazione territoriale dell'arcidiocesi voluta dall'arcivescovo Giovanni Colombo, la chiesa, precedentemente inserita nel vicariato di Corbetta, contestualmente soppresso, entrò a far parte del neo-costituito decanato di Abbiategrasso.
Nel 2008 venne condotto un intervento di restauro, pulitura e ripristino delle decorazioni che adornano l'interno del luogo di culto.

## Descrizione

### Esterno
La facciata a salienti della chiesa, in mattoni a faccia vista, si compone di tre corpi: quello centrale presenta il portale maggiore e tre finestre a tutto sesto, mentre le due ali laterali sono caratterizzate dagli ingressi secondari e da un'ulteriore finestra ciascuna.
Annesso alla parrocchiale è il campanile a base quadrata, suddivisa in più registri da cornici; la cella presenta su ogni lato una monofora ed è coperta dal tetto a quattro falde.

### Interno
L'interno dell'edificio è suddiviso da colonnine terminanti con capitelli pulvinati sorreggenti degli archi a tutto sesto in tre navate, coperte dalle volte e vela; al termine dell'aula si sviluppa il presbiterio, rialzato di alcuni gradini e chiuso dall'abside di forma semicircolare.